# Gibsonville (Caroline du Nord)
Gibsonville est une ville américaine située dans les comtés de Guilford et d'Alamance dans l'État de Caroline du Nord. En 2010, sa population était de 6 410 habitants.

## Démographie
| 1880 | 1900 | 1910  | 1920  | 1930  | 1940  |
| ---- | ---- | ----- | ----- | ----- | ----- |
| 111  | 521  | 1 162 | 1 302 | 1 605 | 1 753 |

| 1950  | 1960  | 1970  | 1980  | 1990  | 2000  |
| ----- | ----- | ----- | ----- | ----- | ----- |
| 1 866 | 1 784 | 2 019 | 2 865 | 3 441 | 4 372 |

| 2010  | - | - | - | - | - |
| ----- | - | - | - | - | - |
| 6 410 | - | - | - | - | - |

## Source de la traduction
- (en) Cet article est partiellement ou en totalité issu de l’article de Wikipédia en anglais intitulé « Gibsonville, North Carolina » (voir la liste des auteurs).